# Denisa Rosolová
Denisa Rosolová (dekliški priimek Ščerbová), češka atletinja, * 21. avgust 1987, Karviná, Češkoslovaška.
Nastopila je na poletnih olimpijskih igrah v letih 2004, 2008, 2012 in 2016, leta 2012 je dosegla sedmo mesto v teku na 400 m z ovirami in štafeti 4x400 m. Na svetovnih dvoranskih prvenstvih je osvojila bronasto medaljo v štafeti 4x400 m leta 2010, na evropskih prvenstvih srebrno medaljo v teku na 400 m z ovirami in bronasto v štafeti 4x400 m leta 2012, na evropskih dvoranskih prvenstvih pa naslov prvakinje v teku na 400 m leta 2011 ter bronasti medalji v skoku v daljino in štafeti 4x400 m.